# اکبرآباد (نیمروز)
اکبرآباد روستایی در دهستان ادیمی بخش مرکزی شهرستان نیمروز استان سیستان و بلوچستان ایران است. بر پایه سرشماری عمومی نفوس و مسکن در سال ۱۳۹۰ جمعیت این روستا ۲۱۸ نفر (در ۶۶ خانوار) بوده است.